# Ai Shite Knight
Ai Shite Knight (愛してナイト, Aishite Naito, lit. "Ame-me Cavaleiro") é um mangá do gênero shōjo criado no início dos anos 1980 pela Kaoru Tada. O anime com 42 episódios foi produzido entre 1983-1984 pela Toei Animation, e as características dos episódios foram supervisionadas por Shingo Araki (um desenhista de personagens bem conhecido por trabalhar em outras séries da Toei, como Cutey Honey, Bia, a Pequena Feiticeira, e Os Cavaleiros do Zodíaco). Uma adaptação em live action será produzida.
Em Portugal o anime foi emitido no canal RTP2 com it:dobragem em italiano com legendas em português sob o título de "A Minha Amiga Licia".

## Enredo
"Ai Shite Knight" se passa em Osaka, e conta a história de Licia ou Luciana (Yaeko "Yakko" Mitamura) que é uma jovem de 15 anos que vive com o seu pai Marrabbio, proprietário de um restaurante na cidade Okonomiyaki. Um dia conhece Andrea (Hashizo Kato), um menino de 5 anos que vive com o irmão Mirko (Go Kato) e um gato chamado Giuliano (Juliano). Andrea se afeiçoa a Licia, e nutre por ela um sentimento materno e sonha com o casamento entre ela e o irmão dele. Mas, Licia é apaixonada por Satomi Okawa, que juntamente com Mirko formou um grupo de rock chamado BeeHive. O acaso faz com que Licia conhecesse Mirko, ignorando o seu parentesco com o pequeno Andrea. Apesar da primeiro encontro correr mal, a pouco e pouco, os dois começam a afeiçoarem-se
Considerando que a principal narrativa de "Ai Shite Knight" baseia-se essencialmente em uma história de amor, com elementos interessantes e inovadores que foram introduzidos pela Kaoru Tada, mais notadamente o retrato da cena musical japonesa no início dos anos 80. Na criação de personagens como Go, Satomi e sua banda "BeeHive", Tada se inspirou em bandas bem conhecidas da época, tais como "The Stalin", "Novela", "Primadonna" e "44 Magnum". Tada também brinca com provocações sexuais e ambiguidade materializada principalmente pelo carácter do vocalista de "Kiss Relish" o Kazuma Kataoka/Sheila, embora estes elementos foram enfraquecidos, consideravelmente suavizados na versão da história do anime.

## Personagens
Yaeko "Yakko" Mitamura (三田村 八重子, Mitamura Yaeko)
Em Portugal/Itália Luciana, mas os amigos as chamam de Licia. Yaeko ou como todo mundo diz Yakko, é uma simples e ingênua adolescente de 18 anos de idade que vive em Osaka com seu pai e trabalha em um restaurante de Okonomiyaki. À noite, ela participa da Universidade, juntamente com a sua única amiga Fujita Isuzu.
Dublada por Mitsuko Horie (Japão), Donatella Fanfani (Itália). Na cena de abertura, ela é desenhada com cabelos loiros, enquanto no anime ela tem os cabelos castanhos.
Go Kato (加藤 剛, Katou Gou)
Em Portugal/Itália Mirko. Go é o vocalista da Bee Hive, um grupo popular de rock e também é um estudante universitário. Ele vive com seu irmão Hashizo em um pequeno apartamento e seu sonho é se tornar uma estrela do rock estabelecido. Apesar de ter a reputação de playboy, quando ele está com Yakko torna-se totalmente fiel a ela.
Dublado por Isao Sasaki (Japão), Ivo De Palma (voz italiana) e Vincenzo Draghi (cantor italiano).
Hashizo Kato (加藤橋蔵, Katou Hashizo)
Em Portugal/Itália Andrea. Seu nome real é na verdade Hideki, mas foi renomeado pelo seu irmão por Hashizo Go, quando os dois foram forçados a viverem sozinhos após a morte prematura dos seus pais; mas na verdade Hashizo acaba por ser o filho do pai de Go e sua amante.
Apesar da sua pouca idade, Hashizo é muito responsável e maduro para sua pouca idade; passava muito tempo sozinho, em seguida, quando ele conheceu Yakko imediatamente fez Mambo a sua segunda casa. No anime o pequeno Andrea sempre traz consigo um jogo eletrônico em forma de coração. Este jogo realmente existiu, foi chamado de "Love Star" e foi produzido por Casio. Foi importado na Itália.
Dublado por Yūko Mito (Japão), Paolo Torrisi (Itália).
Giuliano (ジュリアーノ, Juriaano)
Giuliano é o gato companheiro de Hashizo, muito inteligente e fiel ao dono. Por causa de seus sentimentos e experiências negativas muito infeliz que teve nos primeiros anos de sua existência (sendo de rua, depois de ter sido traído pela primeira gata que ele conheceu e não foi esteticamente bom) odeia todas as figuras do sexo feminino, mas a doce Licia será uma exceção à regra, ela cozinha a sua comida favorita.
Na adaptação Italiana foram adicionados pensamentos para o gato (pronunciado em voz alta por seu dublador), que enfatizou algumas situações do anime, com uma quase função da narração interna ou para dar um toque de humor para os momentos de romantismo excessivo.
Dublado por Masashi Amenomori e Shingo Kanemoto (Japão), Pietro Ubaldi (Itália).
Satomi Okawa (大川里美, Okawa Satomi)
Em Portugal/Itália Satomi. O melhor amigo de Go, Satomi é o tecladista talentoso da Bee Hive, veio de uma família rica. Ao contrário de Go, Satomi é calmo e pensativo, um estudante universitário de boas notas. Inicialmente se apaixona por Yakko, e quando ele descobre a relação da menina com Go, deixa o grupo e discute com seu amigo. Mais tarde, ele volta ao grupo e se reconcilia com o Go.
Dublado por Katsuji Mori (Japão), Gabriele Calindri (Itália).
Shigemaro "Shige-san" Mitamura (三田村 しげまろ, Mitamura Shigemaro)
Em Portugal/Itália Anacleto Marrabbio. Shige-san é o pai de Yakko, e proprietário de um restaurante Okonomiyaki (traduzida em português/italiano como Almôndega) chamado Mambo. Viúvo desde que Yakko era uma criança, ele ficou com ciúmes de sua filha e não a vê em tudo gentilmente com as pessoas que ela frequenta (Satomi, Go, etc...) Ele gosta muito de Hashizo, comportando-se como um pai que dá a ele tudo que ganhou (exteriorizando os sentimentos bons que está nele) e no final da história é capaz de aceitar mesmo Go.
Dublado por Takeshi Aono (Japão), Pietro Ubaldi (Itália).
Isuzu Fujita (藤田 五十鈴, Fujita Isuzu)
Em Portugal/Itália Manuela. Isuzu é a melhor amiga de Yakko e colega de classe. É uma bela menina, fã da Bee Hive, inicialmente apaixonada por Go quando escolhe Yakko, Isuzu muda suas preferências para Eiji Tono e quer se casar com ele.
Dublada por Satomi Majima (Japão), Alessandra Karpoff (Itália).
Meiko Kajiwara (梶原 芽衣子, Kajiwara Meiko)
Em Portugal/Itália Marika. Admiradora de Bee Hive, loucamente apaixonada por Satomi, a ponto de pagar generosamente para ter aulas particulares de Piano; sofre muito com o destino de não ser correspondida. Meiko se engaja com Satomi depois de várias vicissitudes (mas isso é só no anime). É também a irmã mais velha de Elisa, a companheira do asilo de Andrea (boa menina, mesmo que muitas vezes recorre a chorar para conseguir tudo o que quer)
Dublada por Chiyoko Kawashima (Japão), Elisabetta Cucci (Itália).
Eiji Tono (東野 英次, Tōno Eiji)
Em Portugal/Itália Toni. Eiji é o Guitarrista de Bee Hive. Muito trapalhão, que sempre fala mais do que precisa e é muito infantil. Vai se casar com Izusu Fujita, a melhor amiga de Yakko.
Dublado por Kaneto Shiozawa (Japão), Federico Danti (Itália).
Hiroyuki Sugi (Sugi Hiroyuki)
Em Portugal/Itália Steve. Hiroyuki é o baixista da Bee Hive. Por um curto período de tempo deixou o grupo para retornar à Kyoto, sua cidade natal, para assumir os negócios da família.
Dublado por Hideyuki Yori (Japão), Sergio Romanò (Itália).
Shin'ichi Matsudaira (松平真一, Matsudaira Shin'ichi)
Em Portugal/Itália Matt. Shin-iti é o baterista da Bee Hive.
Dublado por ? (Japão), Luigi Rosa (Itália).
Kaoru Chiba
Em Portugal/Itália Elisa. Irmã mais nova de Meiko, está apaixonada por Hashizo mas é impossível e casa com outra pessoa e tem filhos.
Dublada por ? (Japão), ? (Itália).
Kazuma Kataoka (Sheila)
Em Portugal/Itália Shiller. Líder de Kiss Ranch/Relish, rival de Bee Hive e os seus concorrentes mais perigosos. Gosta de brincar com insinuações sexuais e ambiguidade; seus olhos são pintados de roxo e aparentemente tem uma queda por Go, sempre tentando envergonhá-lo quando estão juntos em público, abraçando-o e tentando beijá-lo.
Dublado por ? (Japão), Gianfranco Gamba (voz italiana) e Silvano Fossati (cantor italiano).
Marina
Empresário de Kiss Ranch. É uma capa para Shiller (tanto que no hospital, quando ela está esperando uma filha (Hatoko), ele é confundido com o marido)
Dublada por ? (Japão), Valeria Falcinelli (Itália).
Nonno Sam
Cliente e amigo de Marrabbio (em constante com Lauro, se esforça para defender o amor entre Mirko e Licia).
Dublado por ? (Japão), Riccardo Mantani (Itália).
Lauro
O outro cliente de Mambo.
Dublado por ? (Japão), Antonio Paiola (Itália).
Marie
Mãe de Andrea.
Dublada por ? (Japão), Graziella Porta (Itália).
Gonta Sanada
Em Portugal/Itália Grinta. Companheiro do asilo de Andrea e Elisa. Uma espécie de mini-valentão estragado com sobrancelhas rancorosa (o oposto de Andrew), feio e grosso, mas também será útil para Andrea para ensinar em um episódio de "falar com o homem", para, finalmente, afirmar o seu desejo de casar Mirko e Licia.
Dublado por ? (Japão), Alessandra Karpoff (Itália).
Ryotaro Kitaoji
Presente apenas no mangá, é o líder de uma banda punk. Tornou-se assistente de Mambo usando o artifício de ser um órfão para acreditar desesperadamente à procura de um emprego e alojamento.
Yoko Kato
Mãe de Go. Temperamento caprichoso, não aprova a escolha de seu filho de querer se comprometer com Yakko.
Yamadazaka
Gerente da Bee Hive. Seu interesse principal é ter um streepitoso bem sucedido e fazer um grupo de banda de rock de renome internacional; não hesita em interferir na vida privada dos seus membros, a fim de atingir o seu objectivo.

## Anime
A versão do anime "Ai Shite Knight" foi produzida pela Toei Animation em 1983-1984, com um total de 42 episódios dirigidos por Osamu Kasai, um diretor veterano da Toei.  O anime "Ai Shite Knight" apresenta algumas mudanças significativas na história e modificações nas histórias dos personagens, e cobre apenas uma parte da história narrada por Tada no mangá. Foi orientado para um público mais jovem do que a do mangá, alguns aspectos foram posteriormente suavizados e simplificados.
Uma diferença notável entre o estilo gráfico do mangá e do anime é as cores de cabelo dos personagens. O cabelo de ambos Licia/Yakko e Andrea/Hashizo são frequentemente mostrados como loira em arte colorida do mangá Tada. No anime, Hashizo tem o cabelo azul e Yakko tem cabelo castanho-avermelhado. No entanto, Yakko foi elaborada como uma loira na sequência de abertura do anime, o que talvez tenha confundido alguns espectadores Europeus que não tinha lido ou ouvido falar do mangá original.
A dubladora famosa e ídolo pop Mitsuko Horie forneceu a voz de Yakko no anime. Isao Suzuki foi a voz de Go, Katsuji Mori de Satomi, Takeshi Aono de Shige-San, e Yūko Mita de Hashizo. Masa Amamori foi a voz de Juliano.
Mitsuko Horie também cantou "Koi wa Totsuzen" ("O amor é repentino"), a canção que consta dos créditos de cada abertura do episódio.

### Música
A principal razão para a versão anime de "Ai Shite Knight" é particularmente famosa é porque ela apresenta, pela primeira vez, canções originais dentro dos episódios, um dispositivo do lote que será muito bem sucedido em subsequente série de anime, como Mahou no Tenshi Creamy Mami e -mais recentemente- Nana. As músicas foram performadas por "Bee Hive" e a banda rival "Kiss Relish" e eles foram tão bem sucedidos para ser lançado em um álbum. Joe Hisaishi, que compôs a música para os filmes de Hayao Miyazaki, colaborou com o compositor Nozomu Aoki em escrever e organizar as músicas. As canções originais em destaque no anime são:
Performado por "Bee Hive"
- Rockin' all night
- Fire
- Midnight Rock'n'Roll Star
- Lonely Boy
- Baby, I Love You
- Freeway
- Someday on Sunday
- Love Again

Performado por "Kiss Relish"
- Let Me Feel
- Boxer

A coleção de todas as canções originais foram destaque em um álbum chamado Debut-Bee Hive que foi produzido no Japão imediatamente após o final da série de anime. Posteriormente, um álbum tributo chamado Aishite Night - Hit Kyoku Shu "Yakko, I Love You" também foi lançado, e inclui a abertura e encerramento das músicas da série, tal como as canções de tributo para os vários personagens dispostos em algumas das músicas de fundo usadas em todo o anime.

## Diferenças entre o anime e o mangá
- No mangá Yakko frequenta o primeiro ano da Universidade, enquanto no anime ela vai para a escola e assiste às aulas no período da tarde. Em vez de Go (Mirko) que está em seu terceiro ano, é uma repetição, pois compromete um pouco (no anime em vez é o inverso, Satomi é o único com problemas de estudo).
- No mangá Yakko já conhece Satomi (como no anime), mas acredita que ele é homossexual e trabalha em um gay-bar.
- No mangá, o personagem de Go é melhor caracterizado e já nos estágios iniciais ele mostra sua opinião sobre Don Giovanni (Don Juan).
- No mangá Go explica para Yakko que Hashizo (Andrea) é o filho de um caso extraconjugal de seu pai e sua mãe após a separação "Foi uma loucura." A mãe de Go de fato está viva e se chama Yoko. No anime, os pais dos dois irmãos estão todos mortos. Yoko aparece em diferentes momentos da história, e não tem um bom relacionamento nem com Yakko e nem com Marrabbio que pouco considera ser a garota de seu filho.
- No mangá, Meiko (Marika), é uma estudante do ensino médio e já fez parte da guarda pessoal do Bee Hive. A menina é loucamente apaixonada por Satomi, que dá aulas de teclado, mas não tem nenhum progresso. Meiko desiste de Satomi, porque ele está muito ocupado com Yakko e começa com um outro rapaz, que também era um cantor, fã de Bee Hive.
- Em comparação com o anime, Yakko e Go buscam juntos quase imediatamente uma solução, mas terão suas belas dores de cabeça! O principal deles é o gerente de Yamadazaka que pede para Yakko sair de perto de Go para não arruinar sua carreira. (Como na série animada). Yakko pede ajuda de Meiko que "empresta" o namorado para entender como vai acabar. O problema é que, em seguida, encontra o menino com sua verdadeira namorada e a ataca. Então Meiko confessa a verdade.
- Go e Yakko se reúnem no 5º volume e passam sua primeira noite de amor.
- Quando Go e Yakko estão felizes juntos, no mangá aparece um personagem que na série de animação não existe: Ryotaro. O rapaz que trabalha no restaurante de Marrabbio. Ele é um bom cozinheiro, adora enka (música popular japonesa) e é teimoso para querer roubar a Yakko de Go, que se mudou para Tóquio e deixou Hashizo e Giuliano e sua namorada como um símbolo do amor. O problema é que, na realidade, Ryotaro é um mentiroso, ele é menor de idade, não é um órfão como ele diz, e, acima de tudo, é um punk.
- No mangá também são valorizados Sheila (Shiller) e sua esposa Marina. Ele é o vocalista do Kiss Relish. É talentoso e apaixonado por Go (na verdade, ele é bissexual). Marina ao contrário, é muito mais bonita do que na série animada. Ela aparece como uma mulher segura e auto-confiante, além de ser profundamente apaixonada pelo seu marido. Marina e Sheila tem uma filha, Hatoko ("Pigeon"), conhecida como Poppo (no Japão, os pombos são "poppo poppo"). Poppo está prometida em casamento a Hashizo (ou seja, ele está convencido de tal coisa ...)
- No mangá, Kaoru (Elisa), é a irmã de Marika e é afetuosa com Hashizo. A criança não participr às maquinações de Hashizo para se encontrar com Go e Yakko.
- No mangá é reforçado também o baixista da Beehive, Sugi (Steve), que deixou a banda para cuidar dos negócios da família. Sugi, sendo o adulto, é considerado como um ombro para os outros caras.
- No mangá Giuliano não fala.
- Satomi permanece solteiro.
- O mangá termina com o casamento de Go e Yakko.

## Internacionalização
O anime também se tornou extremamente popular na Europa, com o título "Rock'n'roll kids" na Alemanha, "Embrasse-moi, Lucile" e "Lucile, Amour et Rock 'n Roll" na França, "Kiss me Licia" na Itália, "Bésame Licia" na Espanha e "A Minha Amiga Licia" em Portugal. De fato, a série de anime foi tão popular na Itália que gerou uma novela live-action adolescente produzida domesticamente que teve 145 episódios em quatro temporadas ("Love me Licia," "Licia dolce Licia," "Teneramente Licia," e "Balliamo e cantiamo con Licia") na TV Italiana entre 1986 até 1988.  Cristina D'Avena, que performou a canção tema em italiano para a série de anime, tocou Licia (Yakko) na versão de live-action.